# Mauricio Dayub
Mauricio Dayub (Paraná, Entre Ríos; 28 de enero de 1960) es un actor y director de escena argentino.
Debutó como actor en Buenos Aires en El primero, de Ismael Horowitz y ganó el Premio ACE al actor revelación por su participación en las obras Compañero del alma y A lo loco. Es autor de la obra teatral El amateur, estrenada en 1997.
En 2019, participa de la grabación de Maradona, sueño bendito, serie de Amazon sobre la vida de Diego Maradona donde interpreta a Roque Villafañe, su suegro.
El 6 de noviembre de 2019 resulta ganador del Premio ACE de oro por su papel en la obra de teatro El equilibrista.
En 2021 la Fundación Konex lo distingue con el Premio Konex de Platino en la disciplina Unipersonal.

## Trabajos

### Cine
- Vivir a los 17  (1986)
- Correccional de mujeres (1986) - Policía
- El camino del sur  (1988) - Sacerdote / Ramón
- Los espíritus patrióticos (1989)
- Vivir mata (1991)
- El censor (1995) - Diego Ramos Larsen
- El mundo contra mí (1996)
- La furia  (1997) - Ferraro
- Dibu 2, la venganza de Nasty (1998) - Quique
- El amateur (1999) - Autor y productor
- Ojos que no ven (1999) - Gregorio
- Rosas rojas... rojas (2003) - Carlitos
- Ipanema (2003)
- High School Musical: El desafío (2008) - Papá de Fer
- Paisito (2008) - Roberto
- El agua del fin del mundo (2010) - Dr. Maroni
- Topos (2011) - Kongo
- Domingo de Ramos (2012) - Ramos
- La pelea de mi vida (2012) - Sosa
- Corazón de León (2013) - Diego
- La segunda muerte (2014)
- El cuaderno de Tomy (2020) - Diego Vigna
- Yo nena, yo princesa (2021) - Jefe de Gabinete

### Televisión
- Tiempo cumplido (ATC, 1987) - Excombatiente de Malvinas
- La bonita pagina (ATC, 1989) - episodio: el reloj
- Cosecharás tu siembra (Canal 9, 1991) - Alejandro Almada
- El oro y el barro (1991(Canal 9)
- La elegida (Canal 9, 1992) - Pablo
- Apasionada (El Trece, 1993) - Martín
- Gerente de familia (El Trece, 1993) - Patricio
- Canto rodado, escuela de arte (El Trece, 1993)
- Amigovios (El Trece, 1995) - Juan
- Poliladron (Canal 13, 1995)
- Como pan caliente (El Trece, 1996) - Federico
- Las chicas de enfrente (El Trece, 1998)
- La condena de Gabriel Doyle (Canal 9, 1998) - Homero
- Calientes (El Trece, 2000) - Teo
- Primicias (El Trece, 2000) - Marcos
- Tiempo final (Telefe, 2000) - Miguel Business
- Infieles (Telefe, 2002) - Ep: "La pequeña muerte"
- Hospital público (América TV, 2003) - Dr. Javier Grotz
- Culpable de este amor (Telefe, 2004) - Fernando Salazar
- Amor en custodia (Telefe, 2005) - Lucas
- Amo de casa (Canal 9, 2006) - Hugo Castro
- Consentidos (El Trece, 2009) - Patricio
- Un año para recordar (Telefe, 2011) - José Luna
- Los Únicos (El Trece, 2011) - Hernán
- Guapas (El Trece, 2014-2015) - Alejandro Rey
- Variaciones Walsh (TV Pública, 2015) - Duilio Peruzzi
- Quiero vivir a tu lado (El Trece, 2017) - Shimmy Valente.
- Otros pecados (El Trece - TNT, 2019) - Santiago.
- Maradona, sueño bendito (Amazon Prime Video, 2021) - Roque Villafañe.

### Teatro
- El Amateur, segunda vuelta (2023)
- El Equilibrista (2018)
- Idénticos (2016)
- Somos childfree (2016) (Como director)
- Toc Toc (2011)
- "El batacazo" (2009/2010)
- El Amateur (1997)